# Firma (film)
Firma (în engleză The Firm) este un film thriller american din 1993, regizat de Sydney Pollack și avându-i în rolurile principale pe Tom Cruise, Jeanne Tripplehorn, Gene Hackman, Ed Harris, Holly Hunter, Hal Holbrook și David Strathairn. Filmul este o adaptare a romanului omonim scris de John Grisham și apărut în anul 1991.

## Rezumat
Mitch McDeere (Tom Cruise) este un tânăr cu un viitor promițător în domeniul dreptului. Aflat pe punctul de a absolvi Facultatea de Drept de la Harvard, el este abordat de Bendini, Lambert & Locke, "Firma", și i se face o ofertă pe care nu o poate refuza. El și soția sa, Abigail „Abby” (Jeanne Tripplehorn), se mută la Memphis, unde se află sediul Firmei. Avery Tolar (Gene Hackman) devine mentorul său la firmă.
Sedus de banii și cadourile care i se oferă, inclusiv o casă și o mașină, el ignoră la început partea mai sinistră a companiei. Apoi, doi asociați sunt uciși. FBI-ul îl contactează, cerându-i informații și anunțându-l că firma are legături cu Mafia, iar fiecare asociat care a încercat vreodată să părăsească firma a sfârșit ucis. Viața lui așa cum o știa el i se schimbă pentru totdeauna. El se află în fața unei dileme: să lucreze cu FBI-ul și să riște să fie descoperit de firmă sau să rămână loial firmei știind că, la un moment dat, va fi implicat în spălarea de bani a mafioților și, în final, va merge la închisoare atunci când FBI-ul va distruge firma. Oricum el va trebui să renunțe la viața sa așa cum o știa.
Mitch pune la cale un plan care îi permite să coopereze cu FBI-ul găsind dovezi că toți partenerii din firmă erau vinovați de suprataxarea clienților, în timp ce ajunge, în același timp, la un acord cu frații mafioți Morolto. În plus, el reușește să facă acest lucru fără a încălca vreo lege, fiind astfel capabil să-și păstreze statutul său de avocat.
La sfârșitul filmului, soții McDeere părăsesc casa lor din Memphis și se mută la Boston, conducând aceeași mașină cu care sosiseră.

## Distribuție
- Tom Cruise - Mitch McDeere, un promițător absolvent recent al Facultății de Drept de la Harvard
- Jeanne Tripplehorn - Abigail „Abby” McDeere, soția lui Mitch
- Gene Hackman - Avery Tolar, mentorul lui Mitch la firmă
- Ed Harris - agentul Wayne Terrance, însărcinat cu investigațiile referitoare la firmă; omul de contact al lui Mitch cu FBI-ul
- Holly Hunter - Tammy Hemphill, secretara lui Eddie, îl ajută pe Mitch să obțină și să copieze dosarele
- Hal Holbrook - Oliver Lambert, partener senior la firmă
- David Strathairn - Ray McDeere, fratele lui Mitch, aflat în închisoare în urma unei condamnări de omor prin imprudență
- Terry Kinney - Lamar Quin, prietenul lui Mitch care lucrează la firmă
- Wilford Brimley - Bill Devasher, șeful pazei de la firmă, în mod neoficial ucigașul firmei.
- Sullivan Walker - Barry Abanks, proprietarul firmei de scufundări
- Gary Busey - Eddie Lomax, detectiv privat, prieten cu Ray McDeere
- Steven Hill - F. Denton Voyles, director la FBI
- Tobin Bell - albinosul, ucigașul principal al firmei
- Dean Norris - omul rănit la genunchi, ucigașul firmei

## Producție
Numele lui Gene Hackman nu a apărut pe posterul filmului, din cauza înțelegerii lui Tom Cruise cu Paramount ca doar numele său să apară deasupra titlului. Hackman a vrut și el ca numele său să apară deasupra distribuției, dar atunci când această cerere i s-a refuzat el a cerut ca numele său să fie eliminat. Numele său apare în distribuția finală.
Coloana sonoră, aproape exclusiv solo-ul de pian al lui Dave Grusin, este utilizată pentru a mări efectul în timpul secvențelor de acțiune și interstițiale.

## Locuri de filmare
Memphis, Tennessee
- Owen Brennan's - scena în care protagoniștii servesc masa de prânz în sala de cocktail. Owen Brennan's a marcat filmarea prin plasarea de plăcuțe pe cele două scaune de cocktail pe care au stat Tom Cruise și Gene Hackman.
- Peabody Hotel - scena de grătar de pe acoperiș cu vedere la podul de peste Mississippi și centrul orașului Memphis.
- Beale Street - scena în care Mitch și Abby văd tineri acrobați pe stradă
- Lausanne Collegiate School - terenul de joacă.
- Front Street Deli - întâlnirea de la restaurant.
- Mud Island
- Blues City Cafe - prima întâlnire a FBI-ului cu Mitch.
- Grand Cayman, Insulele Cayman

Marion, Arkansas
- Marion Hotel - camera de la etajul superior pentru o scenă.

## Lansare

### Recepție critică
Reacția critică față de film a fost în cea mai mare parte pozitivă, filmul având un rating de 76% pe situl Rotten Tomatoes.
Roger Ebert a dat Firmei trei stele din patru, remarcând: "Filmul este practic o antologie de bune interpretări de roluri mici.... Galeria mare de personaje transformă Firma într-un tablou convingător... [dar], cu un scenariu care ar fi dezvoltat povestea mai clar, acesta ar fi fost un film superior, în loc de unul doar bun cu câteva interpretări de calitate."
Filmul a obținut și unele comentarii negative, în special de la James Berardinelli, care a spus că "foarte puțin din ceea ce a făcut versiunea scrisă atât de plăcută a fost transferat cu succes pe ecran, și ceea ce rămâne este în schimb un supralung [și] pedant thriller." Lui Grisham i-a plăcut filmul, el remarcând: "M-am gândit că [Tom Cruise] a făcut o treabă bună. El a interpretat foarte bine un tânăr asociat nevinovat."

### Box office
Filmul a fost lansat într-un moment în care Grisham era la apogeul popularității sale. În acea săptămână, Grisham și Michael Crichton au împărțit șase locuri din topul listei The New York Times a celor mai bine vândute cărți.  Filmul a fost un succes imens, obținând încasări de peste 158 de milioane de dolari pe piața internă și 111 milioane de dolari la nivel internațional (270 de milioane de dolari la nivel mondial). În plus, acesta a fost filmul de clasa R cu cele mai mari încasări din 1993 și dintre toate filmele care au adaptat un roman de Grisham.

### Continuare pentru televiziune
În aprilie 2011, Entertainment One a anunțat că o continuare a Firmei urmează să fie produsă cu Sony Pictures Television și Paramount Pictures. Serialul preia povestea lui Mitch și a familiei sale la zece ani după evenimentele din roman și din film, fiind programat un prim sezon cu 22 de episoade, produs în Canada în iulie 2011. Serialul urma să fie difuzat de către Sony prin rețeaua AXN. În mai 2011 NBC a confirmat că a achiziționat drepturile de difuzare a serialului în SUA și că intenționează să-l lanseze în ianuarie 2012. Shaw Media a anunțat la 16 mai 2011 că a achiziționat drepturile de difuzare pentru Canada și că serialul va fi difuzat de Global. Lukas Reiter este producătorul executiv. Serialul a fost anulat după un singur sezon.

## Vezi și
- 1993 în film